# Nosophora mesosticta
Nosophora mesosticta là một loài bướm đêm trong họ Crambidae.